# Джефф Кемпбелл
Джефф Кемпбелл (англ. Jeff Campbell, нар. 25 серпня 1979) — новозеландський футболіст, що грав на позиції півзахисника.
Виступав, зокрема, за клуб «Футбол Кінгз», а також національну збірну Нової Зеландії.

## Клубна кар'єра
У дорослому футболі дебютував виступами за команду «Маунт-Веллінгтон», після чого перейшов у «Футбол Кінгз», єдиний професіональний новозеландський клуб, що виступав у чемпіонаті Австралії. Кемпбелл відіграв за команду з Окленда наступні п'ять сезонів своєї ігрової кар'єри. Більшість часу, проведеного у складі «Футбол Кінгз», був основним гравцем захисту команди.
2004 року, після скасування НФЛ та розпуску «Кінгз», Кемпбелл перебрався до Англії, де грав за аматорські клуби «Вімблдон» та «Хендон».
2006 року Джефф повернувся на батьківщину і виступав за місцеві клубу вищого дивізіону «Норт-Шор Юнайтед», «Вайтакере Юнайтед» та «Окленд Сіті», а завершив ігрову кар'єру у команді «Ваїкато», за яку виступав протягом 2009—2010 років.

## Виступи за збірну
16 січня 2000 року дебютував в офіційних матчах у складі національної збірної Нової Зеландії в товариській грі проти Ямайки (1:2), а вже влітку поїхав з командою на Кубок націй ОФК 2000 року у Французькій Полінезії, зігравши у одному матчі з Вануату (3:1), а його команда поступилась австралійцям у фіналі і здобула «срібло». 
А вже на наступному домашньому Кубку націй ОФК 2002 року Кемпбелл зіграв у чотирьох матчах і забив 5 голів, здобувши того року титул переможця турніру. В підсумку забивши 5 голів у чотирьох матчах Боббі разом з трьома іншими гравцями став найкращим бомбардиром турніру.
Згодом у складі збірної був учасником Кубка націй ОФК 2008 року на якому зіграв два матчі і вдруге здобув титул переможця турніру. Матч 21 листопада 2007 року на цьому турнірі проти Вануату (4:1) став останнім для Кемпбелла за збірну. Всього протягом кар'єри у національній команді, яка тривала 8 років, провів у її формі 16 матчів, забивши 5 голів.

## Титули і досягнення
- Володар Кубка націй ОФК (2): 2002, 2008
- Срібний призер Кубка націй ОФК: 2000

## Особисте життя
Батько Джеффа, Клайв Кемпбелл, також представляв Нову Зеландію на міжнародному рівні, а брат, Скотт Кемпбелл, теж футболіст, але виступав на аматорському рівні.